# Апекс: Смертельний квест
Апекс: Смертельний квест — американський науково-фантастичний бойовик 2021 року. Режисер Едварда Джон Дрейк; сценаристи Джон Дрейк та Корі Вільям Лардж. Світова прем'єра відбулася 12 листопада 2021 року; прем'єра в Україні — 25 листопада 2021-го.

## Про фільм
Томас Мелоун — «хрестоматійний» колишній коп. Він відбуває довічне ув'язнення за злочин, якого не скоював, і отримує шанс вийти на свободу. Для цього необхідно стати мішенню в смертельній грі «Apex». У грі мисливців-товстосумів висаджують на безлюдний острів, де їм належить вистежити і вбити жертву.
Але Томас виявився ще тим міцним горішком.

## Знімались
| Актор             | Роль      |
| ----------------- | --------- |
| Брюс Вілліс       | Мелоун    |
| Ніл Мак-Дона      | Рейнсфорд |
| Корі Вільям Лардж | Керріон   |
| Лохлін Манро      | Лайл      |
| Алексія Фаст      | Вест      |